# Mosaik. Die unglaublichen Abenteuer von Anna, Bella & Caramella
Mosaik. Die unglaublichen Abenteuer von Anna, Bella & Caramella ist eine deutsche Comicserie, deren erstes Heft im August 2008 erschien. Die Serie ist ein Ableger der Comic-Reihe Mosaik. Die drei namensgebenden Protagonistinnen Anna, Bella und Caramella wurden im Heft 393 im September 2008 eingeführt und trafen dort auf ihre männlichen Pendants Abrax, Brabax und Califax. Anna und Abrax (blonde Haare) entsprechen einander, sie sind die wilden, ungezügelten Mitglieder ihres Trios, Bella und Brabax (rote Haare) sind die klugen Köpfe und Caramella ist wie Califax (schwarze Haare) eher der emotionale Genussmensch.
Der Comic handelt davon, wie Anna, Bella und Caramella im 19. Jahrhundert mit einem Luftschiff nach Berlin reisen, das jedoch wegen eines Unfalls im Böhmerwald abstürzt. Die drei geraten in Konflikt mit einem österreichisch-ungarischen Landadeligen und schließen sich später einer Gruppe Galizier an, die auf dem Weg nach Hamburg ist, um nach Amerika auszuwandern. Nach einer aufregenden Überfahrt erleben sie in Amerika zuerst in New York City und anschließend im Wilden Westen weitere Abenteuer.
Die Ablegerserie soll eine neue Leserschaft, vor allem unter Mädchen, finden, zugleich aber auch die Stammleserschaft erreichen. Gezeichnet wurde der Comic zunächst im Kawaii Creative Studio unter der Leitung von Marieke Ferrari und Massimiliano Narciso, der Text stammt von Jens U. Schubert. Im Mai 2016 (mit Nr. 29) übernahm Jens Fischer vom Verlag MOSAIK die komplette Gestaltung.
Das erste Heft ist im August 2008 in einer Auflage von 87.000 Exemplaren erschienen. Im Oktober 2008 erschien zudem zur Frankfurter Buchmesse ein Making of zum Comic. Im Oktober 2009 folgte ein zweites und im Januar 2010 ein drittes Heft. Seitdem erscheint die Heftreihe vierteljährlich. Im Mai 2022 erschien das Sonderheft Bauhaus macht Schule. Es wird vom Deutschen Nationalkomitee für Denkmalschutz kostenfrei abgegeben.